# Coppa di Francia 2024-2025 (calcio femminile)
La Coppa di Francia 2024-2025 è stata la 24ª edizione dell'omonima competizione calcistica riservata a squadre femminili.
A vincere l'edizione è stato il Paris FC, alla prima affermazione nella competizione.

## Fase finale

### Sedicesimi di finale

#### Gruppo A
| Squadra 1            | Risultato | Squadra 2           |
| -------------------- | --------- | ------------------- |
| 12 gennaio 2025      |           |                     |
| La Roche-sur-Yon     | 2 - 1     | Lorient             |
| Croix Blanche Angers | 0 - 3     | Paris Saint-Germain |
| Quevilly-Rouen       | 0 - 1     | Le Havre            |
| Metz                 | 0 - 3     | Nantes              |
| Orvault              | 0 - 12    | Fleury              |
| Orléans              | 0 - 2     | Le Mans             |
| 15 gennaio 2025      |           |                     |
| Roubaix Wervicq      | 0 - 5     | Paris FC            |
| Lilla                | 4 - 1     | Guingamp            |

#### Gruppo B
| Squadra 1         | Risultato        | Squadra 2           |
| ----------------- | ---------------- | ------------------- |
| 12 gennaio 2025   |                  |                     |
| Clermont Foot     | 0 - 6            | Digione             |
| Saint-Étienne     | 2 - 1            | Olympique Marsiglia |
| Stade Reims       | 0 - 0 (10-9 dtr) | Olympique Lione     |
| Bourges           | 0 - 4            | Montpellier         |
| Thonon Évian      | 3 - 0            | Rodez               |
| Chatenoy-le-Royal | 1 - 1 (3-4 dtr)  | Cannes              |
| VGA Saint-Maur    | 0 - 4            | Strasburgo          |
| Tolosa            | 3 - 0            | Nizza               |

### Ottavi di finale
| Squadra 1        | Risultato       | Squadra 2           |
| ---------------- | --------------- | ------------------- |
| 24 gennaio 2025  |                 |                     |
| Nantes           | 1 - 6           | Paris Saint-Germain |
| 25 gennaio 2025  |                 |                     |
| Strasburgo       | 1 - 1 (6-7 dtr) | Lilla               |
| Montpellier      | 0 - 2           | Le Havre            |
| Stade Reims      | 0 - 2           | Saint-Étienne       |
| 26 gennaio 2025  |                 |                     |
| Tolosa           | 3 - 3 (4-2 dtr) | Fleury              |
| Cannes           | 0 - 5           | Le Mans             |
| La Roche-sur-Yon | 0 - 6           | Paris FC            |
| Thonon Évian     | 0 - 2           | Digione             |

### Quarti di finale
| Squadra 1       | Risultato | Squadra 2           |
| --------------- | --------- | ------------------- |
| 7 febbraio 2025 |           |                     |
| Le Mans         | 0 - 4     | Paris Saint-Germain |
| 9 febbraio 2025 |           |                     |
| Paris FC        | 2 - 0     | Digione             |
| Lilla           | 0 - 3     | Saint-Étienne       |
| Le Havre        | 2 - 1     | Tolosa              |

### Semifinale
| Squadra 1     | Risultato | Squadra 2           |
| ------------- | --------- | ------------------- |
| 7 marzo 2025  |           |                     |
| Le Havre      | 1 - 2     | Paris FC            |
| 8 marzo 2025  |           |                     |
| Saint-Étienne | 1 - 2     | Paris Saint-Germain |

### Finale
| Arbitro: | Gerbel |

|                                               |                      |                                                  |
| Greboval Matéo Korošec Bussy Le Mouël Sissoko | Tiri di rigore 5 – 4 | Leuchter Katoto Karchaoui Albert Mbock Le Guilly |